# Agnieszka Kołacińska-Wow
Agnieszka Edyta Kołacińska-Wow,  również Kołacińska lub Kołacińska-Voytkuv (ur. 1973) – profesor zwyczajny nauk medycznych, specjalista w zakresie chirurgii onkologicznej oraz chirurgii piersi.

## Życiorys
Urodzona w 1973 roku. Ojciec Stanisław z wykształcenia był inżynierem włókiennictwa, matka Barbara była nauczycielem chemii. W 1992 złożyła egzamin dojrzałości w  I Liceum Ogólnokształcącym im. Adama Asnyka w Kaliszu, następnie w latach 1992–1998 studiowała na Akademii Medycznej w Łodzi (kierunek lekarski). W 2002 na macierzystej uczelni obroniła pracę doktorską. W 2013 na obecnym Uniwersytecie Medycznym w Łodzi przeprowadziła rozprawę habilitacyjną, uzyskując stopień doktora habilitowanego nauk medycznych w zakresie medycyny, specjalność chirurgia onkologiczna. 17 kwietnia 2019 otrzymała tytuł profesora nauk medycznych.
Odbywała staże zagraniczne, m.in. na uczelniach i w klinikach w Mediolanie, Florencji, Rochester, Rio de Janeiro oraz Tokio.
Była również pracownikiem naukowym, zajmując stanowisko profesora nadzwyczajnego w Klinice Chirurgii Nowotworów Głowy i Szyi Wydziału Wojskowo-Lekarskiego UM w Łodzi.
Od 2014 członek zarządu Europejskiego Towarzystwa Chirurgii Onkologicznej (European Society of Surgical Oncology, ESSO).

## Nagrody
- nagroda ESSO (European Society of Surgical Oncology) – Europejskiego Towarzystwa Chirurgii Onkologicznej w 2008[10]
- nagroda EUSOMA (European Society of Breast Cancer Specialists) – Europejskiego Towarzystwa Specjalistów Chorób Piersi w 2010[10]
- nagroda rektorska UM w Łodzi za cykl publikacji o podpisach molekularnych w raku piersi w 2014[11]
- nagroda czasopisma Wysokie Obcasy w 2007 za działalność na rzecz zdrowia kobiet[12]
- nagroda Burda Media Polska Sp. z o.o. (wydawcy czasopisma ELLE)  w 2014[13]